# Сант'Иполито (Пезаро и Урбино)
Сант'Иполито (итал. Sant'Ippolito) је насеље у Италији у округу Пезаро и Урбино, региону Марке.
Према процени из 2011. у насељу је живело 518 становника. Насеље се налази на надморској висини од 256 м.

## Становништво
| 1931. | 1936. | 1951. | 1961. | 1971. | 1981. | 1991. | 2001. | 2011. |
| ----- | ----- | ----- | ----- | ----- | ----- | ----- | ----- | ----- |
| 2.506 | 2.534 | 2.518 | 2.113 | 1.515 | 1.526 | 1.449 | 1.513 | 1.574 |